# خط هوایی فلایینگ تایگرز
خط هوایی فلایینگ تایگر که با نام فلایینگ تایگرز نیز شناخته می شود اولین خط هوایی باری برنامه‌ریزی شده در ایالات متحده و یک اپراتور مهم منشور نظامی در دوران جنگ سرد برای بار و نفرات بود. این هواپیمایی در سال ۱۹۸۸ توسط فدرال اکسپرس خریداری شد. 

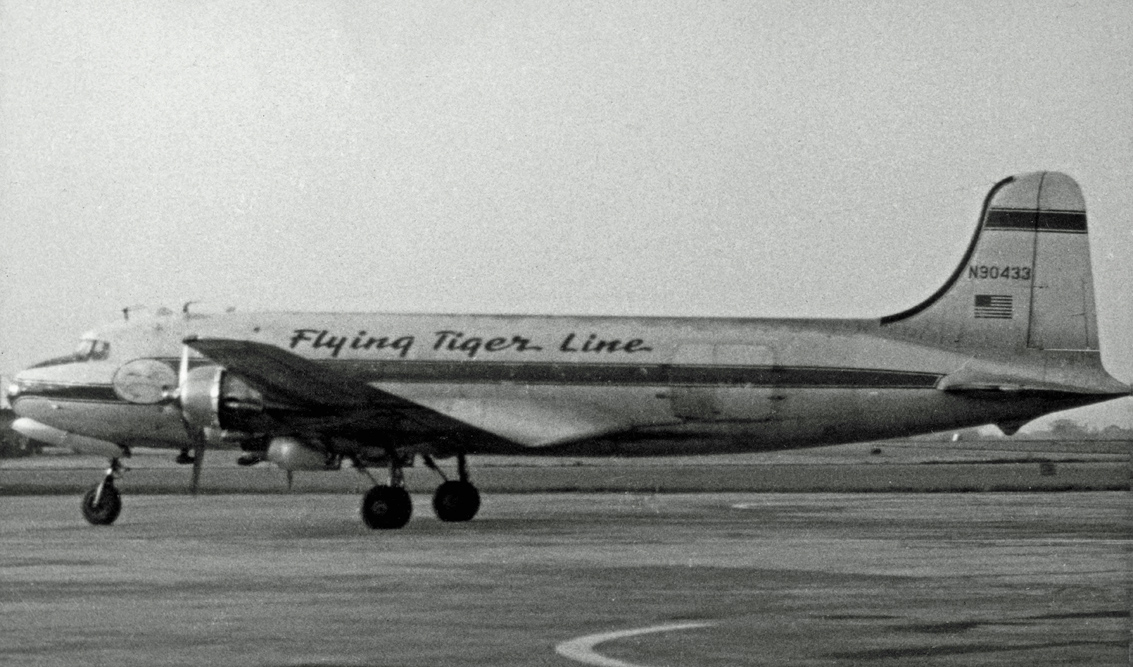
پرواز فلایینگ تایگر داگلاس دی‌سی-۴ در فرودگاه منچستر انگلیس در ماه مه سال ۱۹۵۵

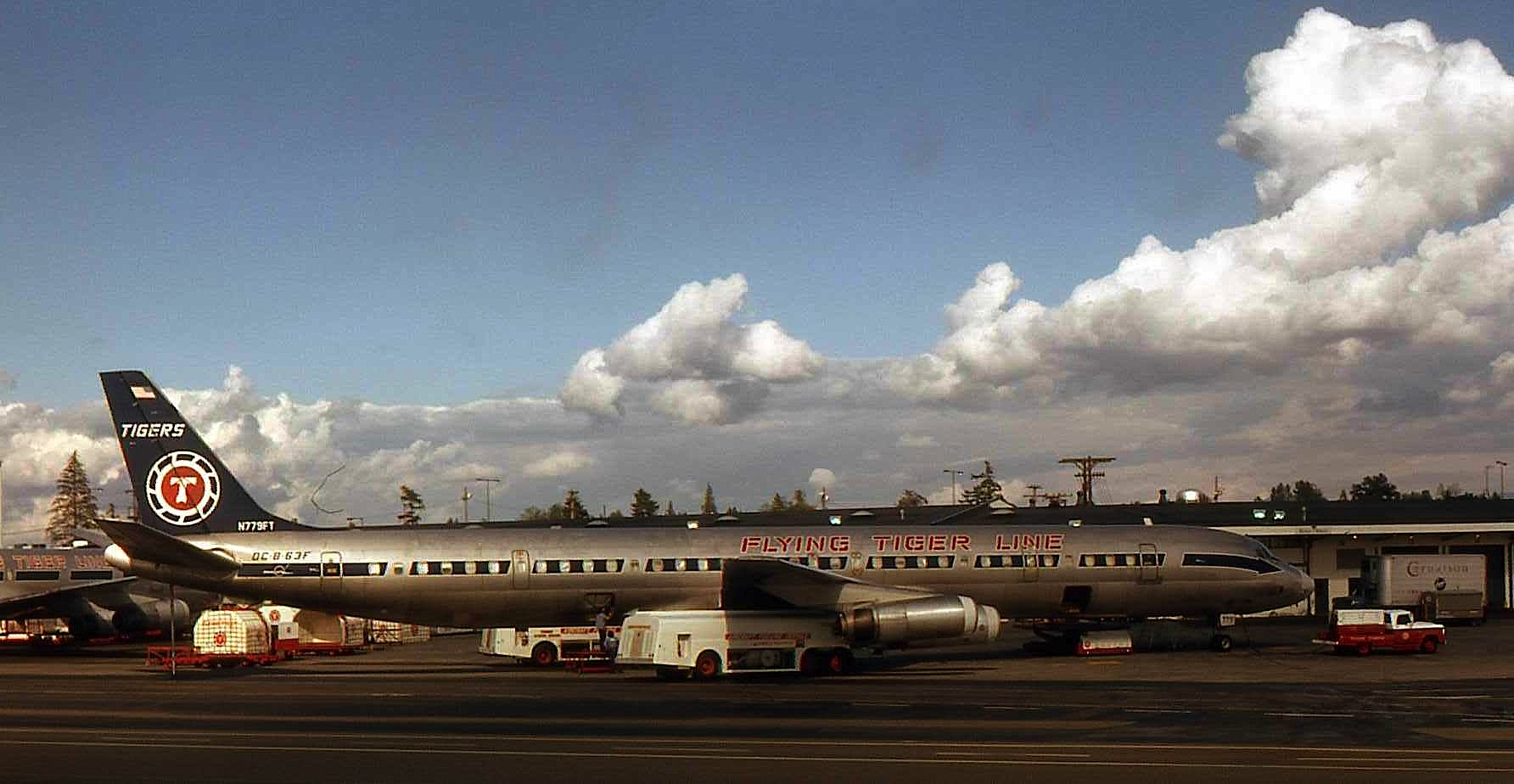
اولین دی‌سی-۸-۶۳اف شرکت هواپیمایی فلایینگ تایگر در سال ۱۹۷۲ در فرودگاه سیاتل

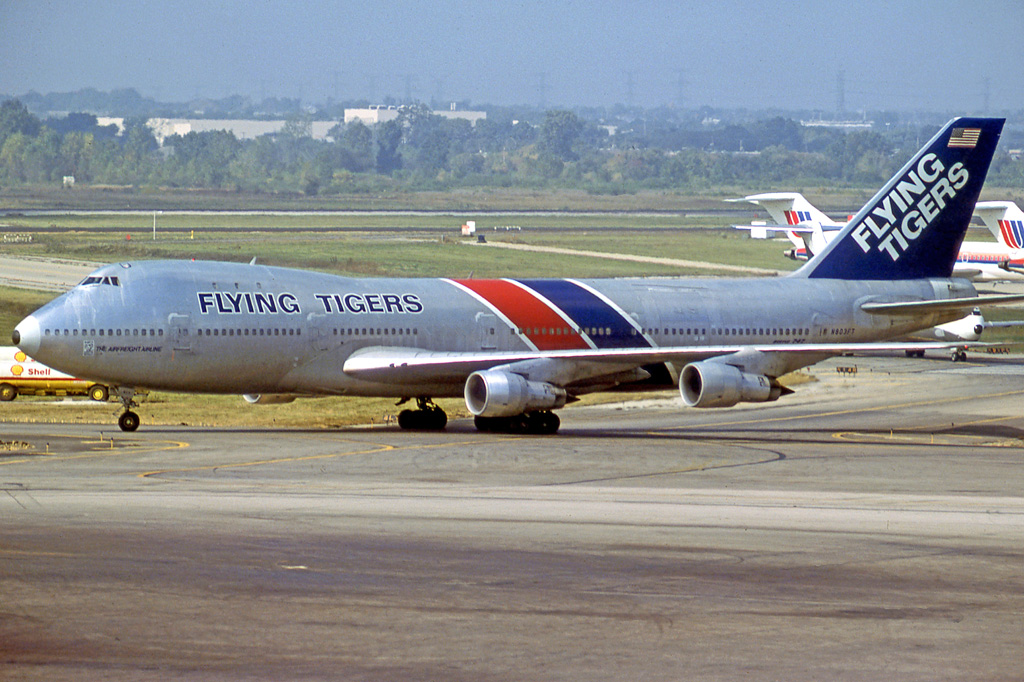
هواپیمای باری فلایینگ تایگرز بوئینگ ۷۴۷-۱۰۰ در فرودگاه شیکاگو اوهار در سال ۱۹۷۹

## ناوگان

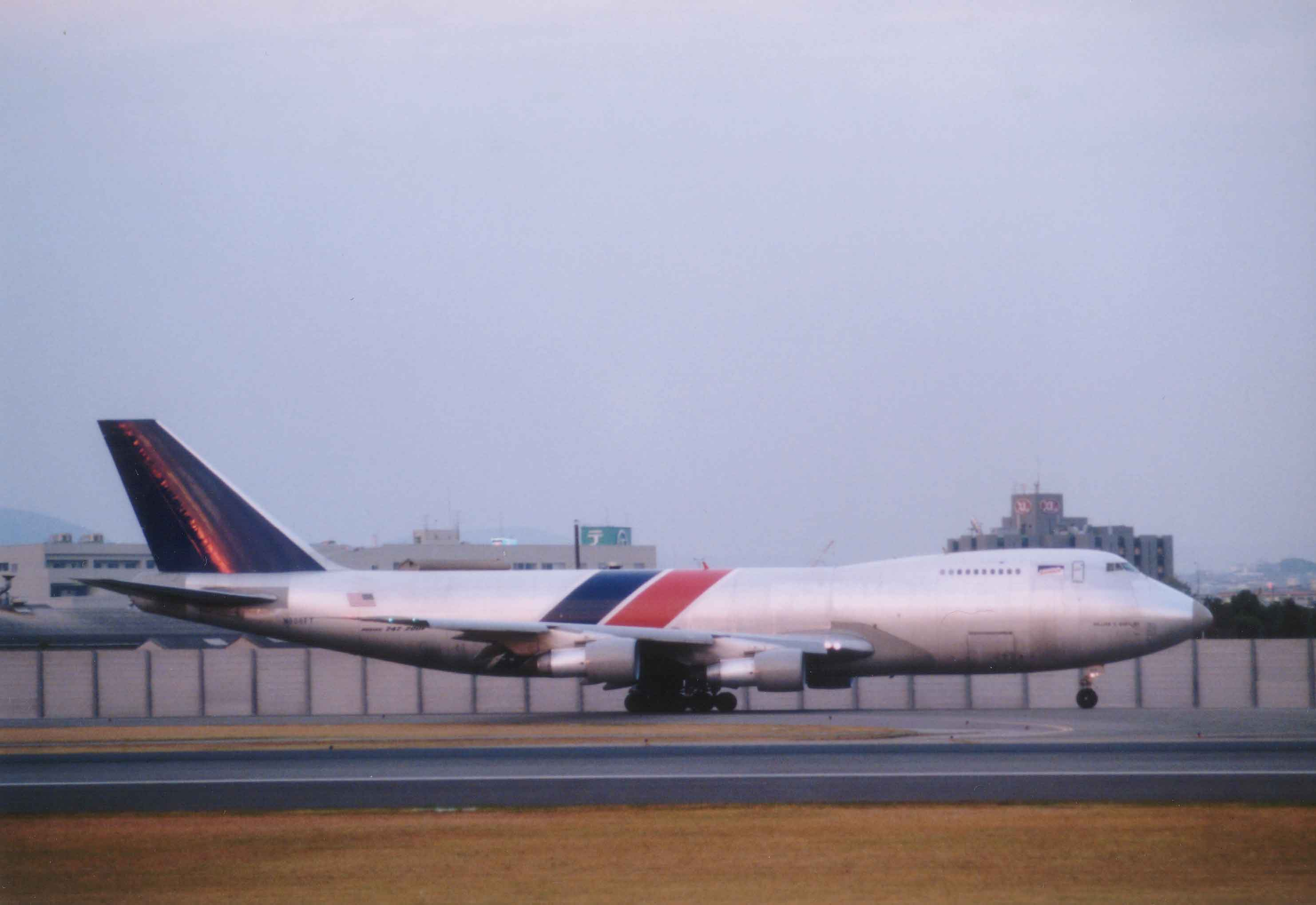
هواپیمای بوئینگ ۷۴۷-۲۰۰ سابق فلایینگ تایگر پس از خریداری توسط فدکس

در زمان فروش این ایرلاین به فدکس ناوگان شرکت دارای هواپیماهای زیر بود: 
- ۸ فروند بوئینگ ۷۴۷-۱۰۰
- ۱۳ فروند بوئینگ ۷۴۷-۲۰۰
- ۱۹ فروند بوئینگ ۷۲۷-۱۰۰
- ۶ فروند داگلاس دی‌سی-۸-۷۳